# 抓贼高手
《抓贼高手》（英語：A Thief Catcher）是一部1914年的美国无声喜剧短片，演员包括了查理·卓别林、福特·史特林、马克·斯维恩、埃德加·肯尼迪等。
2010年，这部影片在遗失了几十年后被一位电影史学家在一次古董拍卖会上购得。